# Eduardo Vicente de Vera
Eduardo Vicente de Vera (Saragossa, 1952) és un escriptor i novel·lista aragonès llicenciat en història i membre fundador del Consello d'a Fabla Aragonesa. És un dels primers autors en aragonès contemporani.

## Trajectòria professional
Començà a estudiar Filosofia i lletres després d'haver iniciat els estudis en Física, obtenint la llicenciatura en l'especialitat d'Història l'any 1976. Després dels seus estudis es dedicà a l'ensenyament de la Història i de la Literatura, compaginant-la amb la seva vocació d'escriptor, treballant en l'actualitat per a la Diputació General d'Aragó com a funcionari. Com a escriptor va guanyar el Premi Altoaragón de narració breu en aragonès en els anys 1973 i 1974, i el premi Ana Abarca de Bolea en 1975. Ha escrit diversos articles, entre ells «Opinions sobre l'estat del parla aragonesa des de l'edat mitjana (notícies historiogràfiques)» (1987) i «El Romanç de Marichuana: possible transmissió i importància etnològica» (1993).

## Obra
Ha realitzat recopilacions d'obres d'altres i també ha escrit les seues pròpies, destacant entr els dos tipus:
- 1976: Garba y augua.
- 1977: Do se amorta l'alba.
- 1981: Chardín d'ausenzias.
- 1985: A l'aire.
- 1986: Calibos de fogaril.
- 1986: Textos en grausino.
- 1989: As fuellas de París, novela histórica.
- 1992: El aragonés. Historiografía y Literatura (ensayo historiográfico).